# Slovenska popevka 1977
Slovenska popevka 1977 (tudi: Celje '77) je potekala v celjski dvorani Golovec. Postala je »festival rock glasbe, šansonov in popevk« in trajala štiri dni, od 22. do 25. junija. Rock festival (sreda, 22.) je povezoval Dušan Velkaverh, večer šansonov (četrtek, 23.) dramska igralca Marija Benko in Boris Cavazza, popevke (petek, 24.) pa Jana Čede.
V tekmovalnem delu festivala se je predstavilo 16 novih popevk, ki so jih izvajali v domači in tuji različici. Večer šansonov je prinesel 11 novih šansonov, ki pa se niso potegovali za nagrade. Na zaključnem večeru, namenjenem podelitvi nagrad, je kot posebna gostja nastopila francosko-portugalska pevka Marie Myriam, takratna aktualna zmagovalka Pesmi Evrovizije.

## Večer rock glasbe
Nastopilo je 6 rock skupin:
1. Predmestje (Mala nočna kronika),
2. Izvir (Mojih sanj svet),
3. Rudolfovo (Vizija),
4. Horizont (Nočna straža),
5. Prah (Mreža sanj) in
6. Jutro (Dnevi življenja).

Nagrado za najboljšo pesem so prejeli Predmestje.

## Pesmi svobodnih oblik – šansoni
| #   | Izvajalec                    | Naslov pesmi                 | Avtor glasbe     | Avtor besedila     |
| --- | ---------------------------- | ---------------------------- | ---------------- | ------------------ |
| 1.  | Alfi Nipič                   | Balada o gumbku              | Jure Robežnik    | Smiljan Rozman     |
| 2.  | Marjana Deržaj               | Prodajalni non-stop          | Boris Kovačič    | Svetlana Makarovič |
| 3.  | Arsen Dedić                  | Nežnost v mraku              | Arsen Dedić      | Janez Menart       |
| 4.  | Elda Viler                   | Noč                          | Milan Ferlež     | Elza Budau         |
| 5.  | Meri Avsenak                 | Ne spremljaj me do vrat      | Bojan Adamič     | Marjan Stare       |
| 6.  | Lado Leskovar                | Dva                          | Borut Lesjak     | Dane Zajc          |
| 7.  | Marija Benko & Boris Cavazza | Domovina                     | Borut Lesjak     | Janez Menart       |
| 8.  | Majda Sepe                   | Kadar te zavrne barska punca | Mojmir Sepe      | Branko Šömen       |
| 9.  | Janez Hočevar - Rifle        | Drim, drim, stari tramvaj    | Silvester Stingl | Dušan Velkaverh    |
| 10. | Irena Kohont                 | Vročo juho                   | Ati Soss         | Ervin Fritz        |
| 11. | Andrej Šifrer                | Lepi ljudje                  | Andrej Šifrer    | Andrej Šifrer      |

## Večer popevke

### Nastopajoči
| #   | Slovenska izvedba | Tuja izvedba                            | Naslov pesmi                       | Avtor glasbe     | Avtor besedila   | Avtor aranžmaja   |
| --- | ----------------- | --------------------------------------- | ---------------------------------- | ---------------- | ---------------- | ----------------- |
| 1.  | Sestri Jerman     | Radojka Šverko (Hrvaška)                | Šel je popotnik v daljni tuji svet | Dušan Porenta    | Jelka Žmuc Kušar | Bojan Adamič      |
| 2.  | Eva Sršen         | Ismeta Dervoz (Bosna in Hercegovina)    | Lažni sijaj                        | Eva Sršen        | Eva Sršen        | Jani Golob        |
| 3.  | Franjo Bobinac    | Marijan Miše (Hrvaška)                  | Poet                               | Oto Pestner      | Marjan Petan     | Jure Robežnik     |
| 4.  | Braco Koren       | Stephanie Lindbergh (Zahodna Nemčija)   | Naj še sonce zamiži                | Berti Rodošek    | Tanja Košir      | Berti Rodošek     |
| 5.  | Marjeta Ramšak    | Regina Thoss (Vzhodna Nemčija)          | Prvi april                         | Bojan Adamič     | Elza Budau       | Bojan Adamič      |
| 6.  | Ditka Haberl      | Kathy Nugent (Irska)                    | Utrujena ljubezen                  | Jani Golob       | Olga Weissbacher | Jani Golob        |
| 7.  | Oto Pestner       | Vince Hill (Velika Britanija)           | Vrača se pomlad                    | Silvester Stingl | Elza Budau       | Jože Privšek      |
| 8.  | Strune            | Makedonija (Makedonija)                 | Zgodba o Metki                     | Dečo Žgur        | Elza Budau       | Dečo Žgur         |
| 9.  | Aleksander Mežek  | Peter Doyle (Velika Britanija)          | Zopet doma                         | Aleksander Mežek | Aleksander Mežek | Dave Cooke        |
| 10. | Tomaž Domicelj    | Teška industrija (Bosna in Hercegovina) | Moja kitara                        | Tomaž Domicelj   | Tomaž Domicelj   | Milan Ferlež      |
| 11. | Alenka Pinterič   | Nadia Valada (Francija)                 | Nora zgodba                        | Milan Ferlež     | Elza Budau       | Milan Ferlež      |
| 12. | Pepel in kri      | Sheer Elegance (Luksemburg)             | Dekle iz Zlate ladjice             | Tadej Hrušovar   | Dušan Velkaverh  | Dečo Žgur         |
| 13. | Janko Ropret      | Núria Feliu (Španija)                   | Dolina zelenega zlata              | Mojmir Sepe      | Dušan Velkaverh  | Mojmir Sepe       |
| 14. | Edvin Fliser      | Jana Kocianová (Slovaška)               | Pridi kot poletje                  | Boris Kovačič    | Elza Budau       | Mario Rijavec     |
| 15. | Marjetka Falk     | Zsuzsa Cserháti (Madžarska)             | Vrtiljak mojih sanj                | Ati Soss         | Dušan Velkaverh  | Ati Soss          |
| 16. | Ivo Mojzer        | Zbigniew Wodecki (Poljska)              | Drevo bi rad postal                | Vasko Repinc     | Duša Repinc      | Josip Forembacher |

### Seznam nagrajencev
Nagrade občinstva
- 1. nagrada: Vrača se pomlad Silvestra Stingla (glasba) in Elze Budau (besedilo) v izvedbi Ota Pestnerja v alternaciji z Vinceom Hillom
- 2. nagrada: Poet Ota Pestnerja (glasba) in Marjana Petana (besedilo) v izvedbi Franja Bobinca v alternaciji z Marjanom Mišejem
- 3. nagrada: Dekle iz Zlate ladjice Tadeja Hrušovarja (glasba) in Dušana Velkaverha (besedilo) v izvedbi skupine Pepel in kri v alternaciji s skupino Sheer Elegance

Nagrade mednarodne žirije in nagrade revije Stop
- 1. nagrada mednarodne žirije in zlata plaketa revije Stop: Vrača se pomlad Silvestra Stingla (glasba) in Elze Budau (besedilo) v izvedbi Ota Pestnerja v alternaciji z Vinceom Hillom
- 2. nagrada mednarodne žirije in srebrna plaketa revije Stop: Utrujena ljubezen Janija Goloba (glasba) in Olge Weissbacher (besedilo) v izvedbi Ditke Haberl v alternaciji s Kathy Nugent
- 3. nagrada mednarodne žirije in bronasta plaketa revije Stop: Dekle iz Zlate ladjice Tadeja Hrušovarja (glasba) in Dušana Velkaverha (besedilo) v izvedbi skupine Pepel in kri v alternaciji s skupino Sheer Elegance

Nagrada za besedilo
- Dušan Velkaverh za pesem Vrtiljak mojih sanj

Nagrada za aranžma
- Jože Privšek za pesem Vrača se pomlad

Nagrada za skladatelja debitanta
- Aleksander Mežek za pesem Zopet doma

Nagrada za najboljši aranžma skladbe v tujem jeziku
- M. Hoffmann za pesem Prvi april

Nagrada za najboljšo izvedbo skladbe v tujem jeziku
- Regina Thoss za pesem Prvi april